# Tephrosia amorphaefolia
Tephrosia amorphaefolia är en ärtväxtart som beskrevs av Carl Sigismund Kunth och Peter Carl Bouché. Tephrosia amorphaefolia ingår i släktet Tephrosia och familjen ärtväxter. Inga underarter finns listade i Catalogue of Life.